# Richard Rodney Bennett
Pour les articles homonymes, voir Bennett et Richard Bennett.
Richard Rodney Bennett, né le 29 mars 1936 à Broadstairs (comté de Kent, Angleterre), et mort le 24 décembre 2012 à New York (État de New York), est un pianiste, compositeur et arrangeur britannique.

## Biographie
Né de parents musiciens, Richard Rodney Bennett étudie le piano et la composition à la Royal Academy of Music de Londres à partir de 1953 avec Howard Ferguson et Lennox Berkeley — il enseignera lui-même dans cet établissement, d'abord de 1963 à 1965, puis de 1994 à 2000. Il découvre à Darmstadt (en Allemagne, de 1955 à 1958) la musique sérielle, dont l'un des tenants, Pierre Boulez, est son professeur à Paris durant deux ans.
Sa musique est influencée tant par ledit sérialisme que par le style romantique tardif (au point d'avoir été qualifiée de "musique néo-romantique sérielle"), ainsi que par le jazz (ce dernier se retrouve dans plusieurs de ses compositions).
On lui doit des œuvres dans des domaines variés (piano, musique de chambre, orchestre, concertos, œuvres chorales ou avec voix soliste(s), opéras…), ainsi que des musiques de films à partir de 1957 ou des musiques pour des téléfilms et séries télévisées à partir de 1962.
Parfois crédité "Richard Bennett", il est fait Commandeur de l'Ordre de l'Empire britannique en 1977, puis Chevalier Commandeur en 1998.
Comme pianiste, il a joué avec la chanteuse Claire Martin (en) et enregistré des œuvres de George Gershwin, Jerome Kern et Harold Arlen.

## Œuvres (sélection)

### Compositions classiques

#### Pièces pour un instrument solo
- Piano : Sonate (1954) ; 5 études (1964) ; Scena I (1974) ; Noctuary (1981) ; Three Romantic Pieces (1988) ; Excursions (1993) ; Impromptu on a Theme of Henri Dutilleux (1994).
- Autres instruments : Scena II pour violoncelle (1973) ; Scena III pour clarinette (1977) ; After Syrinx II pour marimba (1982) ; Sonate pour guitare (1983) ; Partita pour violoncelle (2001).

#### Musique de chambre
Quatuor à cordes (1964) ; Trio pour flûte, hautbois et clarinette (1965) ; Quintette à vent (1968) ; Four Pieces Suite pour 2 pianos (1974) ; Quatuor avec hautbois (1975) ; Kandinsky Variations pour 2 pianos (1977) ; Sonate pour cor et piano (1978) ; Sonate pour violon et piano (1978) ; After Syrinx I pour hautbois et piano (1982) ; Concerto pour quintette à vent (1983) ; Sérénade pour Ondes Martenot et piano (1984) ; Lamento d'Arianna pour quatuor à cordes (1986) ; Sonate pour saxophone soprano et piano (1986) ; Sonate pour quintette à vent et piano (1986) ; Capriccio pour violoncelle et piano (1990) ; Sonate pour basson et piano (1991) ; Sonate pour violoncelle et piano (1991) ; Quintette avec clarinette (1992) ; Quatuor de saxophones (1994) ; Four Country Dances pour hautbois (ou saxophone soprano) et piano (2000) ; Suite française pour flûte et piano (2002) ; Ballad in Memory of Shirley Horn pour clarinette et piano (2005).

#### Œuvres avec voix soliste(s)
The Approaches of Sleep pour soprano, mezzo-soprano, ténor, basse et orchestre de chambre (1960) ; London Pastoral pour ténor et orchestre (1962) ; Soliloquy pour voix et ensemble de jazz (1967) ; Time's Whiter Series pour contre-ténor et luth (1974) ; Love Spells, pour soprano et orchestre (1974) ; The Little Ghost who died for Love, pour soprano et piano (1976) ; Five Sonnets of Louise Labé pour soprano et orchestre de chambre (1984) ; Love Songs pour ténor et orchestre (1984) ; Ophelia, cantate pour contre-ténor et orchestre de chambre (1987) ; Beginnings pour voix et orchestre (1991) ; Songs before Sleep pour voix et piano (ou pour baryton et orchestre de chambre) (2002) ; Voyage pour mezzo-soprano et piano (2003).

#### Œuvres pour orchestre
Nocturnes pour orchestre de chambre (1963) ; Jazz Calendar, musique de ballet (1964) ; Symphonie no 1 (1965) ; Symphonie no 2 (1967) ; Suite française pour petit orchestre (1970) ; Zodiac (1976) ; Music for Strings, pour orchestre à cordes (1977) ; Sérénade pour petit orchestre (1977) ; Metamorphoses pour orchestre à cordes (1980) ; Isadora, musique de ballet (1981) ; Anniversaries (1982) ; Sinfonietta (1984) ; Reflections on a Theme of William Walton (1985) ; Morning Music, pour orchestre à vent (1986) ; Symphonie no 3 (1987) ; Diversions (1989) ; Flowers of the Forest, pour ensemble de cuivres (1989) ; The Four Seasons, pour orchestre à vent (1991) ; Variations on a Nursery Tune (1992) ; Partita (1995) ; Rondel pour orchestre de jazz (1999).

#### Œuvres concertantes
Concerto pour piano et orchestre (1968) ; Concerto pour guitare et orchestre de chambre (1970) ; Concerto pour hautbois et orchestre à cordes (1970) ; Concerto pour orchestre (1973) ; Concerto pour alto et orchestre (1973) ; Concerto pour violon et orchestre (1975) ; Actaeon (ou Metamorphosis I) pour cor et orchestre (1977) ; Sonnets to Orpheus pour violoncelle et orchestre (1979) ; Memento pour flûte et orchestre (1983) ; Concerto pour clarinette et orchestre (1987) ; Concerto pour marimba et orchestre (1988) ; Concerto pour saxophone alto et orchestre (1988) ; Concerto pour 10 cuivres (1988) ; Concerto for Stan Getz pour saxophone ténor et orchestre à cordes (1990) ; Concerto pour percussion et orchestre (1990) ; A Book of Hours, pour harpe et orchestre à cordes (1991) ; Concerto pour trompette et orchestre à vent (1993) ; Concerto pour basson et orchestre (1994) ; Suite française pour flûte et orchestre (ou pour flûte et piano — voir ci-dessus —, 2002).

#### Œuvres chorales
(chœur a cappella ou avec accompagnement instrumental)
Epithalamion, avec orchestre (1966) ; Spells, avec soprano solo et orchestre (1974) ; Nonsense, avec orchestre (1979) ; Puer Nobis (1980) ; Dream Songs, avec piano (1986) ; Missa Brevis (1990) ; Sermons and Devotions (1992) ; The Glory and the Dream, avec orgue (2000) ; A Farewell to Arms, avec violoncelle (2001) ; The Ballad of Sweet William, avec piano (2003) ; The Garden, avec piano (2006) ; Four Poems of Thomas Campion (2007) ; Serenades (2007).

#### Opéras
The Ledge (1961) ; The Mines of Sulphur, en 3 actes (1963) ; The Midnight Thief (1964) ; A Penny for a Song, en 2 actes (1967) ; All the King's Men, petit opéra pour enfants avec piano à 4 mains, percussions et cordes (1968) ; Victory, en 3 actes (1969).

### Musiques de films
(ou pour la télévision)
- 1957 : Police internationale (Interpol) de John Gilling
- 1958 : Indiscret (Indiscreet) de Stanley Donen
- 1958 : Signes particuliers : néant (The Man Inside) de John Gilling
- 1959 : The Devil's Disciple de Guy Hamilton
- 1959 : L'Homme qui faisait des miracles (The Man who could Cheat Death) de Terence Fisher
- 1959 : L'Enquête de l'inspecteur Morgan (Blind Date) de Joseph Losey
- 1959 : Trahison à Athènes (The Angry Hills) de Robert Aldrich
- 1962 : Une histoire de Chine de Leo McCarey
- 1963 : Billy le menteur (Billy Liar) de John Schlesinger
- 1964 : One Way Pendulum de Peter Yates
- 1964 : Doctor Who épisode « The Aztecs »
- 1965 : Confession à un cadavre (The Nanny) de Seth Holt
- 1966 : Pacte avec le diable (The Witches ou The Devil's Own) de Cyril Frankel
- 1967 : Loin de la foule déchaînée (Far from the Madding Crowd) de John Schlesinger
- 1967 : Un cerveau d'un milliard de dollars (Billion Dollar Brain) de Ken Russell
- 1968 : Cérémonie secrète (Secret Ceremony) de Joseph Losey
- 1970 : Deux hommes en fuite (Figures in a Landscape) de Joseph Losey
- 1971 : Nicolas et Alexandra (Nicholas and Alexandra) de Franklin J. Schaffner
- 1972 : La Vie tumultueuse de Lady Caroline Lamb (Lady Caroline Lamb) de Robert Bolt
- 1974 : Le Crime de l'Orient-Express (Murder on the Orient Express) de Sidney Lumet[3]
- 1975 : La Trahison (Permission to Kill) de Cyril Frankel
- 1976 : Sherlock Holmes in New York de Boris Sagal
- 1977 : Equus de Sidney Lumet
- 1977 : L'Imprécateur de Jean-Louis Bertuccelli
- 1978 : Têtes vides cherchent coffres pleins (The Brink's Job) de William Friedkin
- 1979 : Yanks de John Schlesinger
- 1992 : Avril enchanté (Enchanted April) de Mike Newell
- 1994 : Quatre mariages et un enterrement (Four Weddings and a Funeral) de Mike Newell
- 1998 : L'Échoppe des horreurs (en) (The Tale of Sweeney Todd), téléfilm de John Schlesinger

## Distinctions

### Ordre de chevalerie britannique
Commandeur puis Chevalier Commandeur de l'ordre de l'Empire britannique

### Récompenses
- BAFTA 1975 : meilleure musique de film pour Le Crime de l'Orient-Express

### Nominations
Oscar de la meilleure musique de film
- Oscars 1968 pour Loin de la foule déchaînée
- Oscars 1971 pour Nicolas et Alexandra
- Oscars 1974 pour Le Crime de l'Orient-Express

British Academy Film Award de la meilleure musique de film
- BAFTA 1970 pour Cérémonie secrète
- BAFTA 1971 pour Deux hommes en fuite
- BAFTA 1973 pour Lady Caroline Lamb
- BAFTA 1978 pour Equus
- BAFTA 1980 pour Yanks
- BAFTA 1995 pour Quatre mariages et un enterrement

## Discographie
- Letters to Lindbergh ; The Aviary ; Dream-Songs ; Four American Carols ; Over the Hills and Far Away  - Philip Moore & Andrew West, piano ; NYCoS National Girls Choir, dir. Christopher Bell (27-29 avril 2012, Signum SIGCD325)
- Œuvres pour orchestre, vol. 1 : Symphonie no 3 ; Concerto pour marimba ; Sinfonietta… - John Wilson (SACD ChandosCHSA 5202)
- Œuvres pour orchestre, vol. 2 : Symphonie no 2, Sérénade pour petit orchestre… - John Wilson (SACD Chandos CHSA 5212)
- Œuvres pour orchestre, vol. 3 : Symphonie no 1, etc. - John Wilson (SACD Chandos CHSA 5230)
- Œuvres pour orchestre, vol. 4 : Concerto pour piano ; Aubade ; Country Dances (livre I) - John Wilson, Michael McHale (22-24 juillet 2019, SACD Chandos)